# Castello di Seehof
La Castello di Seehof (in tedesco Schloss Seehof) è un edificio situato a Memmelsdorf, in Germania.

## Descrizione
Fu costruito dal 1684 al 1695 inizialmente come residenza estiva e di caccia per Marquard Sebastian von Schenk von Stauffenberg, principe vescovo di Bamberg. Il palazzo in seguito venne utilizzato come residenza estiva e di caccia dei principi vescovi di Bamberga. Il castello, situato a circa cinque chilometri a nord-est di Bamberga, è circondato da un ampio giardino, progettato in stile rococò. Il complesso occupa una superficie di circa 21 ettari.
L'interno è stato realizzato in stile rococò da Giuseppe Appiani che si è occupato degli affreschi, dal falegname Ferdinand Hundt, dall'intonacatore Franz Jakob Vogel e dal pittore Johann Joseph Scheubel. Il giardino è stato creato da Ferdinand Dietz. Alcuni mobili del museo sono custoditi al Metropolitan Museum di New York.

## Galleria d'immagini

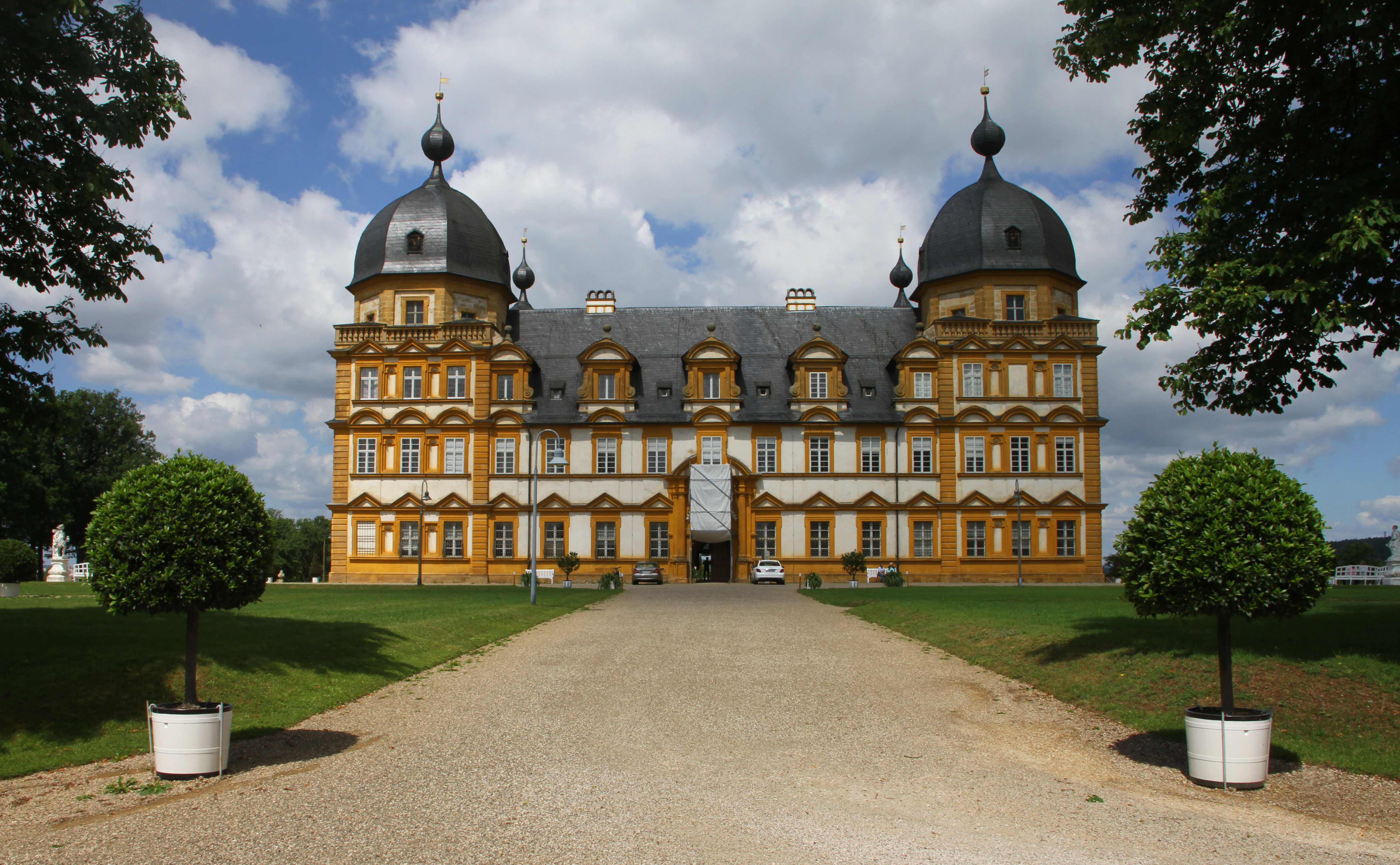
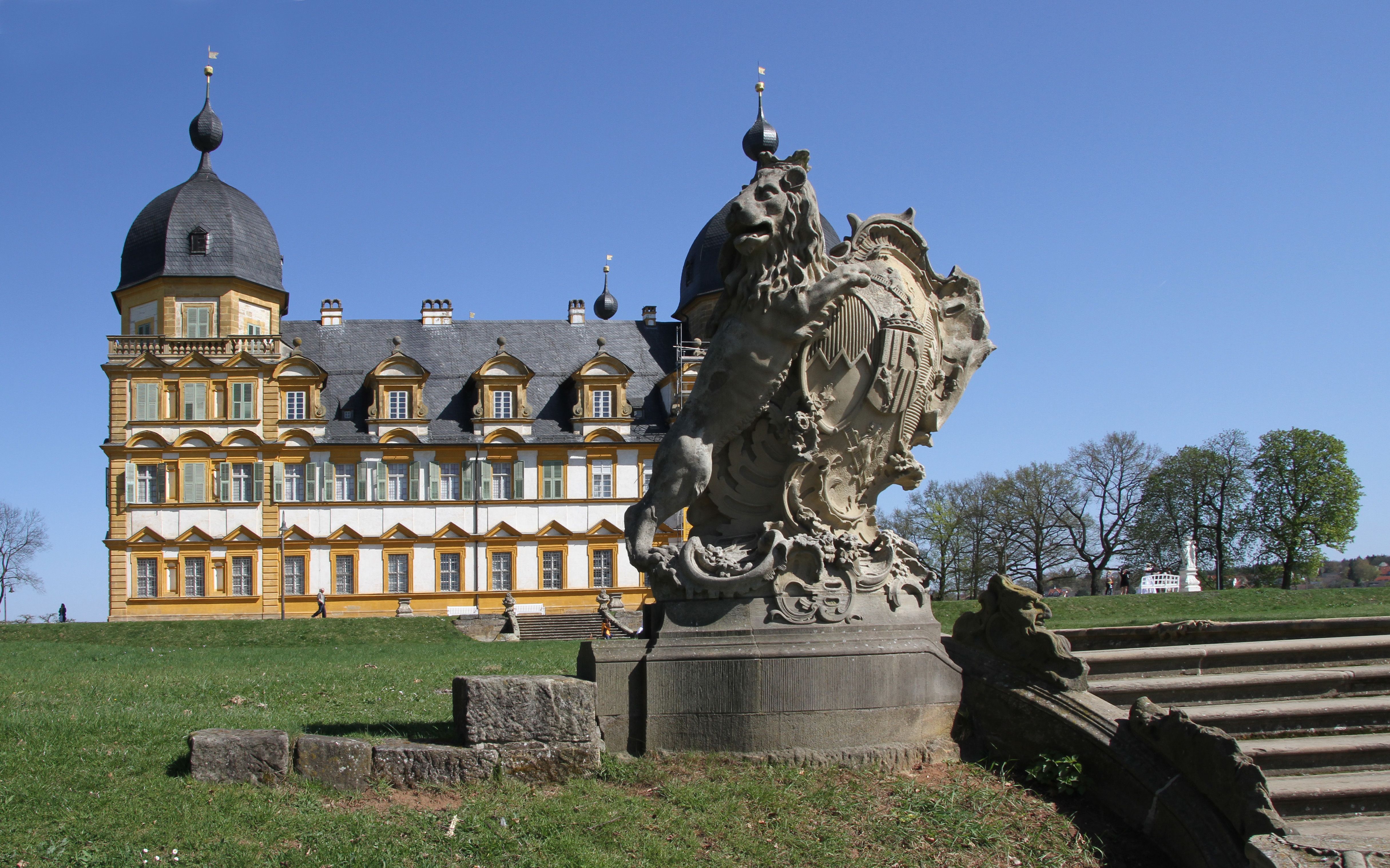
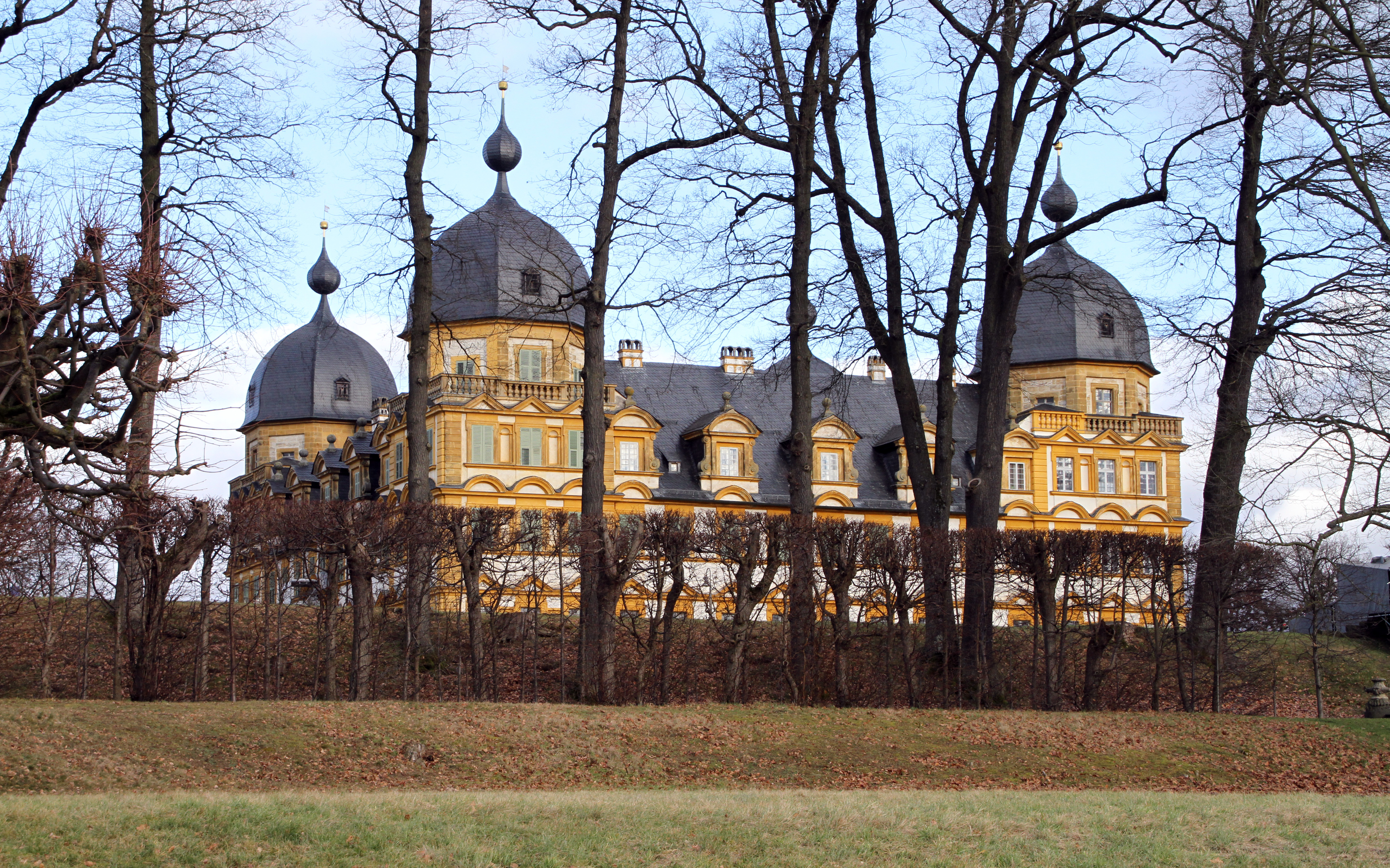
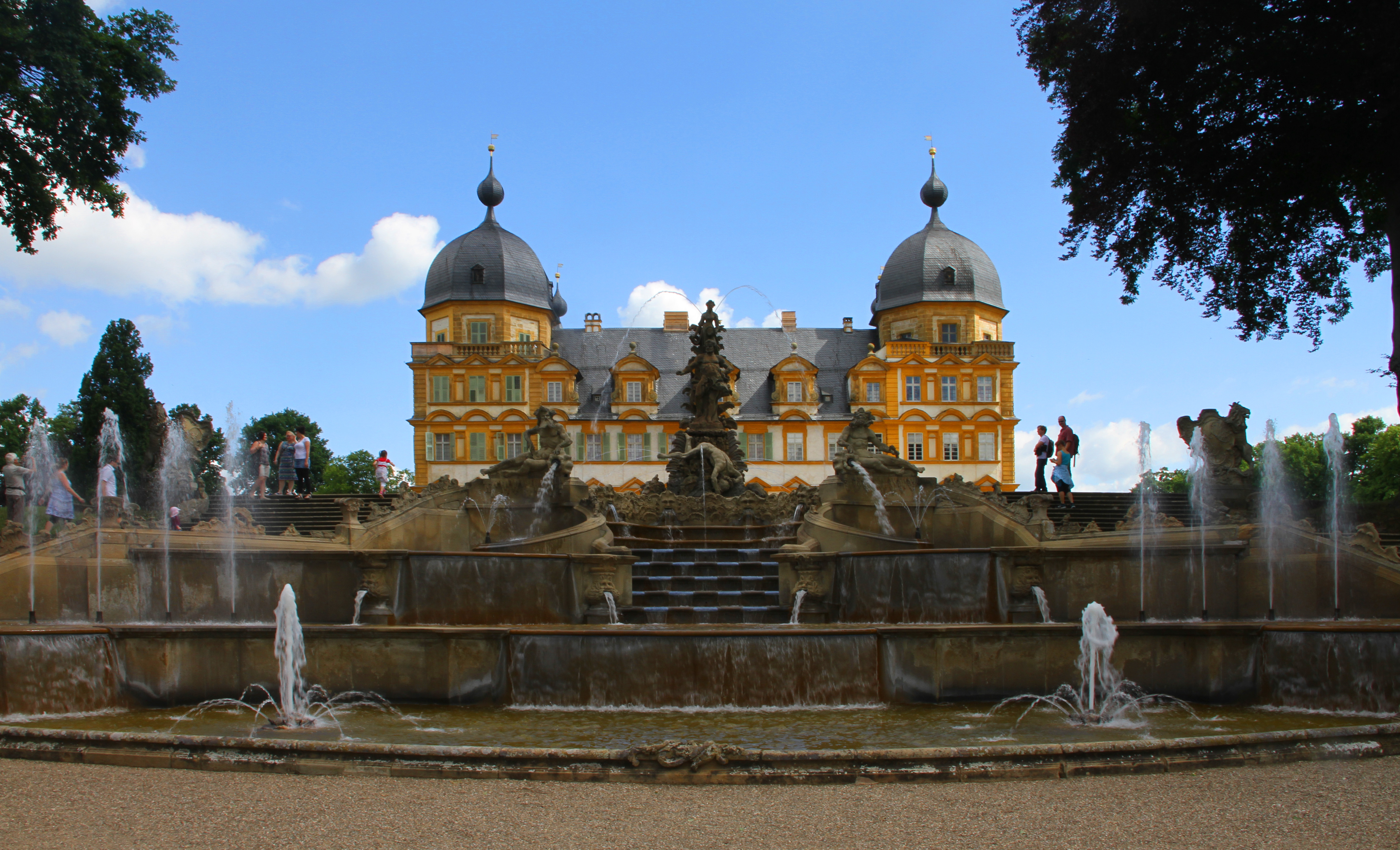
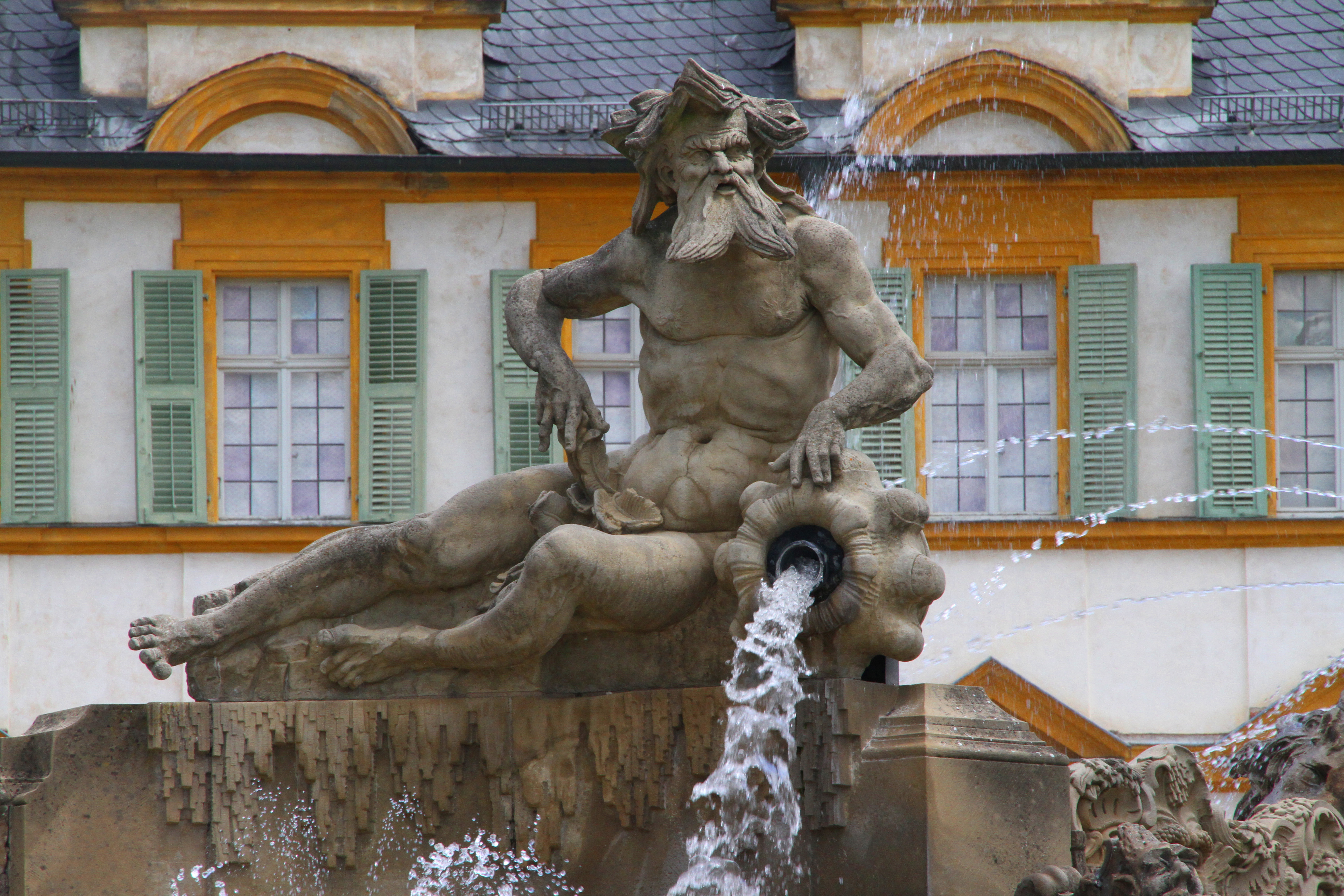
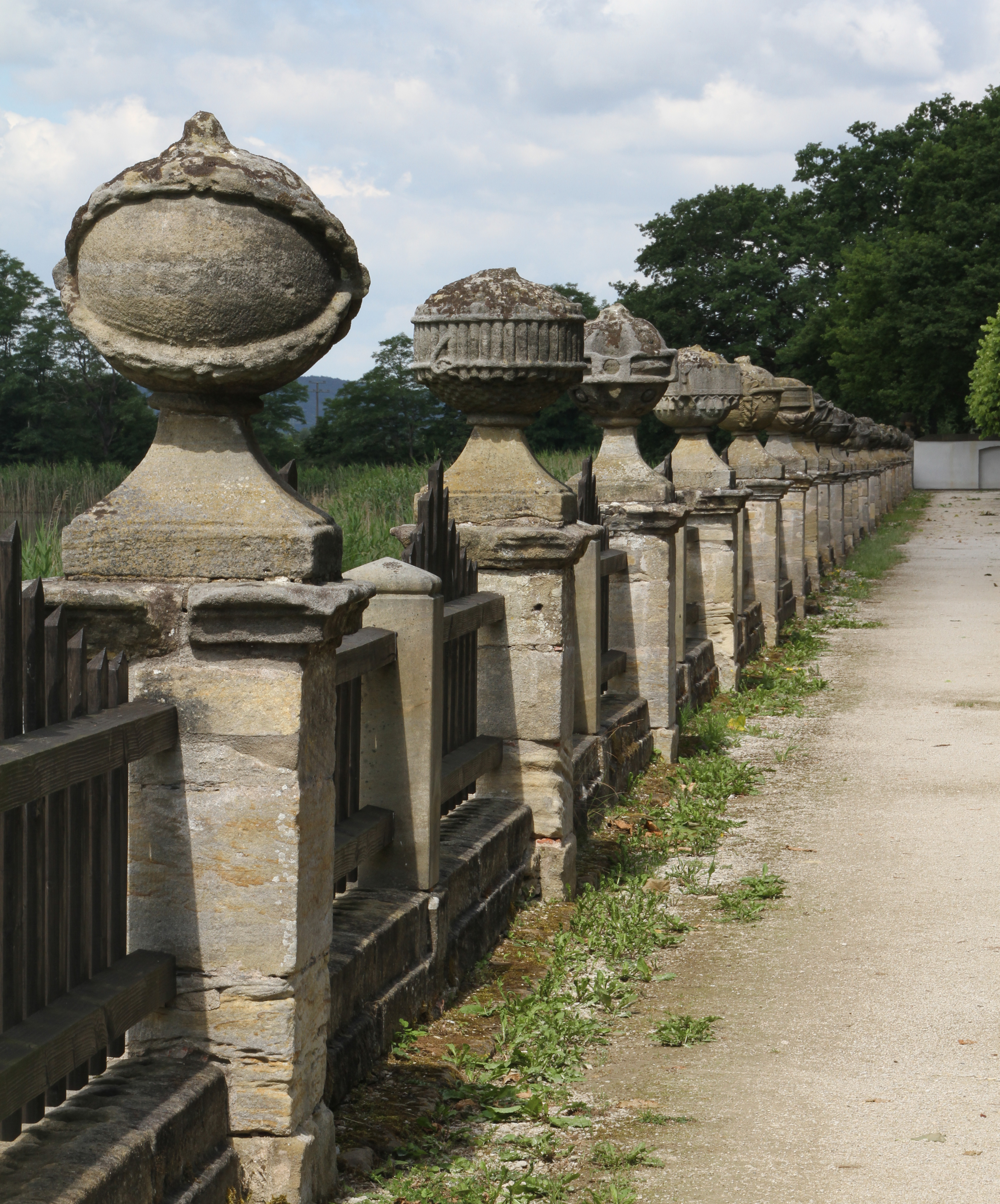
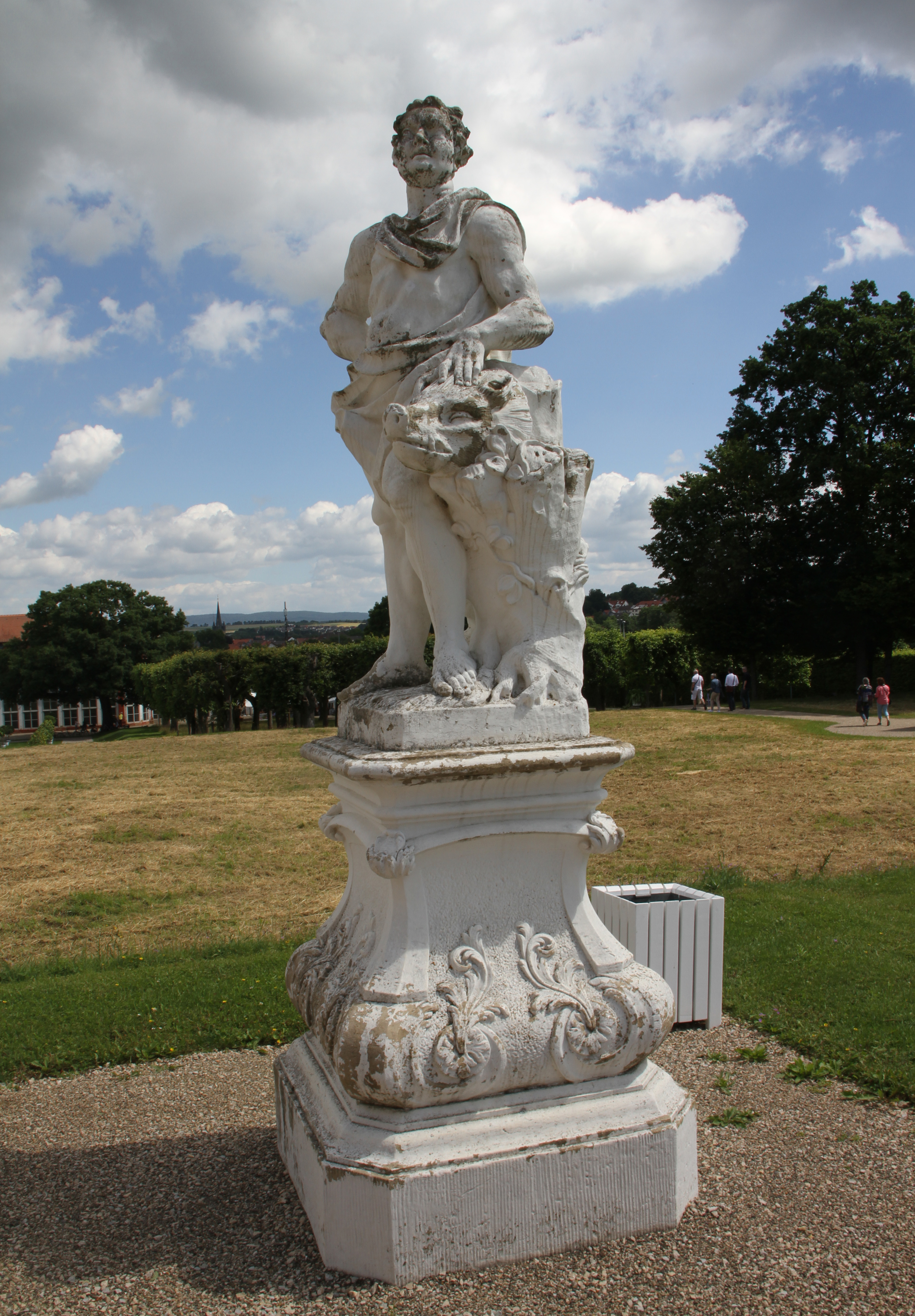
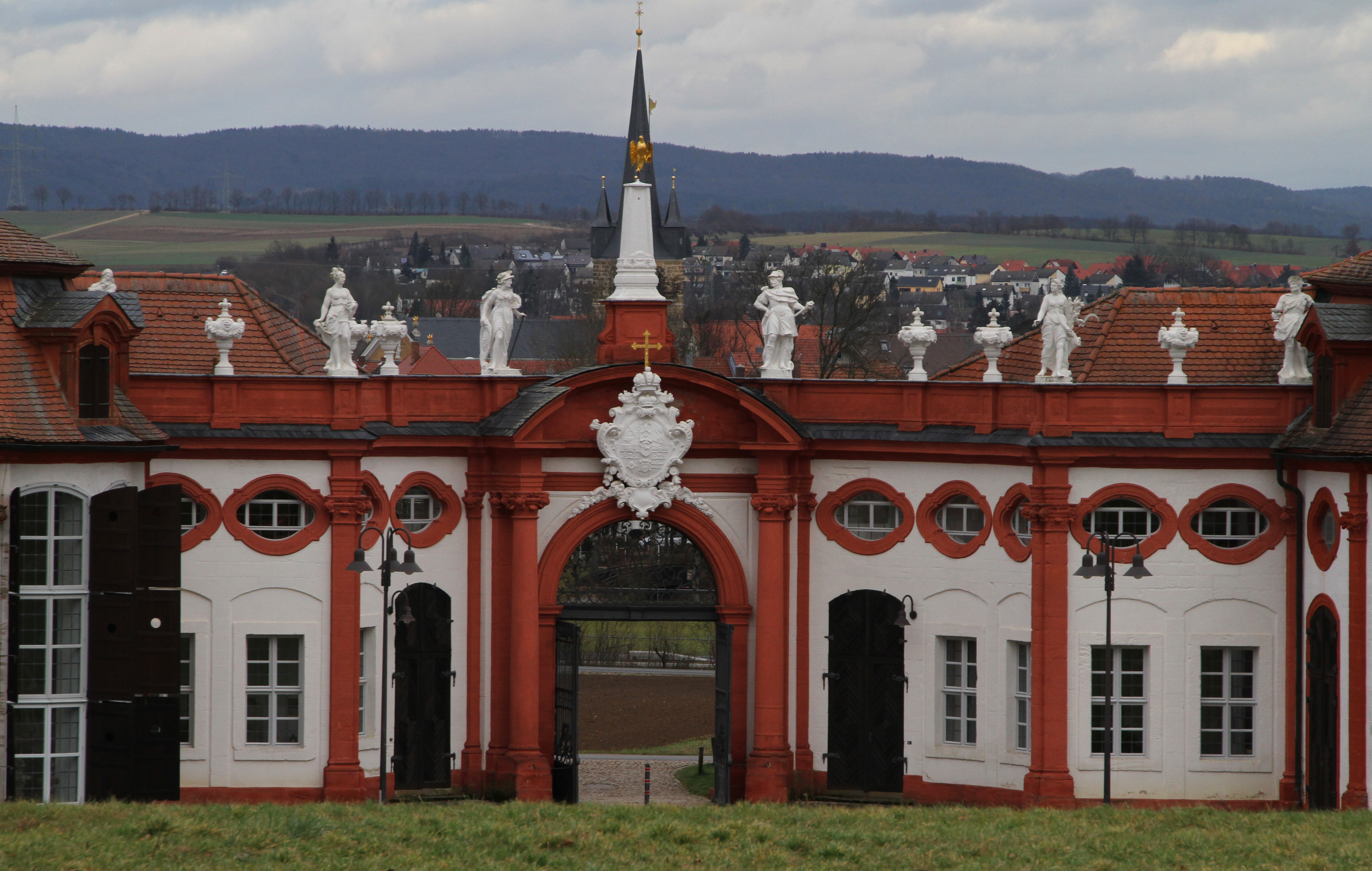